# Академическая гребля на летних Олимпийских играх 2016 — двойки парные (мужчины)
Соревнования по академической гребле среди двоек парных у мужчин на летних Олимпийских играх 2016 года прошли с 6 по 11 августа в лагуне Родригу-ди-Фрейташ. В соревнованиях приняли участие 26 спортсменов из 13 стран. Действующими олимпийскими чемпионами в данной дисциплине являлись новозеландские гребцы Натан Коэн и Джозеф Салливан, однако оба спортсмена завершили свою спортивную карьеру в 2013 году.
Олимпийское золото 2016 года выиграли хорватские гребцы серебряные призёры Игр 2012 года в четвёрках парных братья Мартин и Валент Синковичи. Серебряную награду завоевали представители Литвы Миндаугас Гришконис и Саулюс Риттер, а бронзу норвежцы Хьетиль Борш и Олаф Туфте, для которого эта олимпийская медаль стала уже четвёртой в карьере.

## Призёры
| Золото                                       | Серебро                                     | Бронза                               |
| Хорватия · Мартин Синкович · Валент Синкович | Литва · Миндаугас Гришконис · Саулюс Риттер | Норвегия · Хьетиль Борш · Олаф Туфте |

## Рекорды
До начала летних Олимпийских игр 2016 года мировой и олимпийский рекорды были следующими:
| Мировой рекорд     | Валент Синкович, Мартин Синкович (CRO) | 05:59,720 | Амстердам | 29 августа 2014 |
| Олимпийский рекорд | Натан Коэн, Джозеф Салливан (NZL)      | 06:11,300 | Лондон    | 28 июля 2012    |

## Расписание
Время местное (UTC−3)
| Дата       | Время       | Раунд                  |
| ---------- | ----------- | ---------------------- |
| 6 августа  | 11:50–12:20 | Предварительные заезды |
| 7 августа  | 09:50       | Отборочный заезд       |
| 9 августа  | 10:30–10:40 | Полуфиналы             |
| 11 августа | 08:50       | Финал B                |
| 11 августа | 10:40       | Финал A                |

## Соревнование

### Предварительный этап
ервые три экипажа из каждого заезда напрямую проходили в полуфинал соревнований. Все остальные спортсмены попадали в отборочный заезд, где были разыграны ещё три путёвки в следующий раунд. 

#### Заезд 1
Первые 500 метров отборочного заезда все заявленные на старт лодки прошли практически в одном темпе. Разрыв между первым и последним экипажем составил всего 1,4 с. К середине дистанции разрывы стали увеличиваться и первыми кто начал значительно отставать от лидирующей группы стали спортсмены из Кубы. За 500 метров до финиша вперёд ушли лодки из Новой Зеландии и Азербайджана, которые смогли позволить себе в спокойном режиме завершить заезд на первых двух позициях. Борьбу за третью путёвку вели гребцы Италии и Великобритании. На первой половине дистанции итальянцы смогли создать задел перед британскими гребцами, которого в итоге хватило до финиша, несмотря на то что вторую половину заезда Уолтон и Коллинз прошли быстрее.
| Место | Спортсмены                           | Страна         | Время   | Отставание | Примечания |
| ----- | ------------------------------------ | -------------- | ------- | ---------- | ---------- |
| 1     | Роберт Мэнсон Кристофер Харрис       | Новая Зеландия | 6:40,35 | +0,00      | SF         |
| 2     | Александр Александров Борис Йотов    | Азербайджан    | 6:40,52 | +0,17      | SF         |
| 3     | Франческо Фосси Романо Баттисти      | Италия         | 6:42,33 | +1,98      | SF         |
| 4     | Джонатан Уолтон Джон Коллинз         | Великобритания | 6:43,93 | +3,58      | R          |
| 5     | Эдуардо Рубио Родригес Адриан Окендо | Куба           | 6:52,20 | +11,85     | R          |

#### Заезд 2
С самого старта второго предварительного заезда болгарский экипаж начал отставать в борьбе за три прямые путёвки в финал. И если на первой отсечке в 500 метров они уступали, идущим третьими норвежцам чуть больше секунды, то к середине дистанции отрыв достиг двух с небольшим секунд, а за 500 метров до финиша составлял более 5 секунд. Все остальные экипажи, принимавшие участие в заезде, уверенно добрались до финиша, продолжив борьбу за олимпийские медали.
| Место | Спортсмены                        | Страна   | Время   | Отставание | Примечания |
| ----- | --------------------------------- | -------- | ------- | ---------- | ---------- |
| 1     | Миндаугас Гришконис Саулюс Риттер | Литва    | 6:29,11 | +0,00      | SF         |
| 2     | Хьетиль Борш Олаф Туфте           | Норвегия | 6:30,58 | +1,47      | SF         |
| 3     | Марсель Хаккер Штефан Крюгер      | Германия | 6:31,85 | +2,74      | SF         |
| 4     | Георгий Божилов Кристиан Василев  | Болгария | 6:44,31 | +15,20     | R          |

#### Заезд 3
Уже на отметке 500 метров с большим отрывом в заезде лидировали чемпионы последних двух мировых первенств братья Мартин и Валент Синковичи из Хорватии, показавшие лучший разгон среди всех участников предварительного этапа. К середине дистанции отрыв хорватских гребцов от второго места составлял 6 секунд. На второй половине дистанции братья Синковичи снизили темп и на третьем участке заезда показали второе время, уступив французам Юго Бушерону и Маттьё Андродиасу. Также в борьбе за третье место австралийцы Дэвид Уоттс и Крис Морган смогли почти на 12 секунд оторваться от сербов Марко Марьяновича и Андрия Шлюкича. К финишу французы и австралийцы смогли сократить отставание от спокойно завершавших гонку хорватов и обеспечить себе место в полуфинале соревнований.
| Место | Спортсмены                      | Страна    | Время   | Отставание | Примечания |
| ----- | ------------------------------- | --------- | ------- | ---------- | ---------- |
| 1     | Мартин Синкович Валент Синкович | Хорватия  | 6:30,09 | +0,00      | SF         |
| 2     | Юго Бушерон Маттьё Андродиас    | Франция   | 6:33,03 | +2,94      | SF         |
| 3     | Дэвид Уоттс Крис Морган         | Австралия | 6:36,39 | +6,30      | SF         |
| 4     | Марко Марьянович Андрия Шлюкич  | Сербия    | 7:07,29 | +37,20     | R          |

### Отборочный этап
Первые три экипажа проходили в полуфинал соревнований. Гребцы пришедшие к финишу последними вылетали из соревнований и занимали итоговое 13-е место.
Старт отборочного заезда лучше всех удался сербским гребцам Марко Марьяновичу и Андрии Шлюкичу, которые на первых 500 метрах опередили всех соперников более чем на секунду. Вторые 500 метров сербы прошли практически в одно время с британцами Джонатаном Уолтоном и Джоном Коллинзом. На второй половине дистанции гребцы из Болгарии и Кубы постепенно начали сокращать разрыв от лидирующей двойки, однако за 500 метров до финиша отставание от лидеров составляло 4 секунды и казалось, что именно эти две сборные разыграют последнюю путёвку в полуфинал, однако заключительные 500 метров слабее всех прошли сербские гребцы, которые на этом отрезке уступили болгарам почти четыре с половиной секунды и кубинцам почти три. Тем не менее запаса по времени, созданного на предыдущих отрезках, хватило сербам чтобы финишировать третьими, выиграв у кубинских гребцов 0,9 с. Британские гребцы также прошли финальный отрезок слабее сборных Болгарии и Кубы, в результате чего на финише первое и последнее место разделили всего лишь 1,92 с.
| Место | Спортсмены                           | Страна         | Время   | Отставание | Примечания |
| ----- | ------------------------------------ | -------------- | ------- | ---------- | ---------- |
| 1     | Джонатан Уолтон Джон Коллинз         | Великобритания | 6:19,60 | +0,00      | SF         |
| 2     | Георгий Божилов Кристиан Василев     | Болгария       | 6:20,56 | +0,96      | SF         |
| 3     | Марко Марьянович Андрия Шлюкич       | Сербия         | 6:20,62 | +1,02      | SF         |
| 4     | Эдуардо Рубио Родригес Адриан Окендо | Куба           | 6:21,52 | +1,92      |            |

### Полуфинал
Первые три экипажа из каждого заезда проходят в финал A, а остальные в финал B.

##### Заезд 1
Первые 500 метров быстрее всех преодолели основные фавориты Олимпийских игр братья Мартин и Валент Синковичи, опережая ближайших преследователей на 1,59 с, при этом разрыв между 2-м и 6-м местом составлял на этой отметке всего 1,28 с. Вторую часть дистанции практически все лодки прошли в одном темпе, сохранив свои позиции. Лишь сборная Болгарии начала отставать от соперников, уступая на середине заезда третьему месту уже 4,27 с. За 500 метров до финиша хорватские гребцы сохраняли лидерство, лишь немного позволив соперникам приблизиться к ним, однако на заключительном отрезке они показали лучшее время и уверенно выиграли заезд. Борьбу за оставшиеся две путёвки в финал вели гребцы из Норвегии, Великобритании и Новой Зеландии. Финишный отрезок сильнее прошли норвежские и британские гребцы, которые продолжили борьбу за олимпийские медали.
| Место | Спортсмены                       | Страна         | Время   | Отставание | Примечания |
| ----- | -------------------------------- | -------------- | ------- | ---------- | ---------- |
| 1     | Мартин Синкович Валент Синкович  | Хорватия       | 6:12,27 | +0,00      | FA         |
| 2     | Хьетиль Борш Олаф Туфте          | Норвегия       | 6:13,50 | +1,23      | FA         |
| 3     | Джонатан Уолтон Джон Коллинз     | Великобритания | 6:13,83 | +1,56      | FA         |
| 4     | Роберт Мэнсон Кристофер Харрис   | Новая Зеландия | 6:17,01 | +4,74      | FB         |
| 5     | Дэвид Уоттс Крис Морган          | Австралия      | 6:19,36 | +7,09      | FB         |
| 6     | Георгий Божилов Кристиан Василев | Болгария       | 6:47,00 | +34,73     | FB         |

##### Заезд 2
Во втором полуфинале разрыв между гребцами начал образовываться уже с первых метров дистанции. По итогам первой 500-метровки в лидеры выбились сборные Литвы и Франции, опережавшие основных конкурентов более чем на 1,5 с. К середине заезда литовские гребцы Миндаугас Гришконис и Саулюс Риттер начали отрываться от соперников, а сборная Азербайджана наоборот значительно отстала от идущих третьими итальянцев Франческо Фосси / Романо Баттисти. За 500 метров до финиша из борьбы за медали выбыли гребцы из Сербии, уступая третьему месту более 6 секунд. Заключительный отрезок литовские гребцы прошли в умеренном темпе, уверенно выиграв заезд. Борьбу за оставшиеся две путёвки в финал выиграли сборные Италии и Франции, опередив финишировавших четвёртыми немцев более чем на 2 секунды.
| Место | Спортсмены                        | Страна      | Время   | Отставание | Примечания |
| ----- | --------------------------------- | ----------- | ------- | ---------- | ---------- |
| 1     | Миндаугас Гришконис Саулюс Риттер | Литва       | 6:14,61 | +0,00      | FA         |
| 2     | Франческо Фосси Романо Баттисти   | Италия      | 6:15,24 | +0,63      | FA         |
| 3     | Юго Бушерон Маттьё Андродиас      | Франция     | 6:16,15 | +1,54      | FA         |
| 4     | Марсель Хаккер Штефан Крюгер      | Германия    | 6:18,32 | +3,71      | FB         |
| 5     | Марко Марьянович Андрия Шлюкич    | Сербия      | 6:27,66 | +13,05     | FB         |
| 6     | Александр Александров Борис Йотов | Азербайджан | 6:37,49 | +22,88     | FB         |

### Финал

#### Финал B
В классификационном заезде старт лучше всех удался новозеландским гребцам Роберту Мэнсону и Кристоферу Харрису. К отметке 500 метров они выигрывали у ближайших соперников почти 2 секунды. На втором отрезке к ним смогли немного подобраться австралийцы Дэвид Уоттс и Крис Морган. Однако на второй половине дистанции новозеландцы не смогли поддерживать высокий темп и начали пропускать вперёд соперников. За 500 метров до финиша в лидеры вышли австралийцы, а на втором месте шли немцы Марсель Хаккер и Штефан Крюгер. Заключительный отрезок австралийцы прошли немного быстрее гребцов из Германии и выиграли заезд, заняв итоговое 7-е место. Сборная Германии завершила заезд на втором месте, а Болгария на третьем.
| Место | Спортсмен                          | Страна         | Время   | Отставание | Итоговое место |
| ----- | ---------------------------------- | -------------- | ------- | ---------- | -------------- |
| 1     | Дэвид Уоттс Крис Морган            | Австралия      | 6:58,11 | +0,00      | 7              |
| 2     | Марсель Хаккер Штефан Крюгер       | Германия       | 6:58,86 | +0,75      | 8              |
| 3     | Георгий Божилов Кристиан Василев   | Болгария       | 7:00,85 | +2,74      | 9              |
| 4     | Марко Марьянович Андрия Шлюкич     | Сербия         | 7:03,13 | +5,02      | 10             |
| 5     | Роберт Мэнсон Кристофер Харрис     | Новая Зеландия | 7:06,80 | +8,69      | 11             |
| 6     | Александар Александров Борис Йотов | Азербайджан    | 7:24,03 | +25,92     | 12             |

#### Финал A
Главными фаворитами финального заезда в двойках парных у мужчин считались обладатели лучшего мирового времени хорваты Мартин и Валент Синковичи, которые выиграли два предыдущих чемпионата мира, проводившиеся в олимпийском цикле.
Именно хорватский экипаж вышел в лидеры со старта гонки. После 500 метров дистанции они опережали ближайших соперников из Литвы почти на секунду. К середине заезда Гришконис и Риттер сократили отрыв от хорватов до 0,23 с., а за 500 метров до финиша вышли в лидеры, опережая братьев Синковичей на 0,66 с. Однако на заключительном отрезке хорватские гребцы смогли значительно увеличить темп и на последних 500 метрах выиграли у литовцев почти две секунды и стали олимпийскими чемпионами. Из всех 6 экипажей, стартовавших в финале, заключительный отрезок быстрее всех преодолели норвежцы Хьетиль Борш и Олаф Туфте, но догнать литовский экипаж им не удалось, в результате они стали обладателями бронзовых наград.
| Место | Спортсмены                        | Страна         | Время   | Отставание |
| ----- | --------------------------------- | -------------- | ------- | ---------- |
| 1     | Мартин Синкович Валент Синкович   | Хорватия       | 6:50,28 | +0,00      |
| 2     | Миндаугас Гришконис Саулюс Риттер | Литва          | 6:51,39 | +1,11      |
| 3     | Хьетиль Борш Олаф Туфте           | Норвегия       | 6:53,25 | +2,97      |
| 4     | Франческо Фосси Романо Баттисти   | Италия         | 6:57,10 | +6,82      |
| 5     | Джонатан Уолтон Джон Коллинз      | Великобритания | 7:01,25 | +10,97     |
| 6     | Юго Бушерон Маттьё Андродиас      | Франция        | 7:02,06 | +11,78     |